# Borgo Piave
Borgo Piave è una frazione del comune italiano di Latina, nell'omonima provincia nel Lazio.

## Storia
Borgo Piave nacque tra il 1931 e il 1933 in località Passo Barabino come centro aziendale istituito dall'Opera Nazionale Combattenti (ONC) in funzione della valorizzazione agricola delle terre appoderate.
Il nome dato al Borgo ricorda l'eroica battaglia del Piave.